# Naharar
Naharar (armensko նախարար, latinizirano: naxarar, iz partskega naxvadār, dob. nosilec primata) je dedni naslov najvišjega antičnega in srednjeveškega armenskega plemstva.

## Nahararski sistem
Srednjeveška Armenija je bila razdeljena na velika posestva v lasti velikih plemiških družin. Družini je vladal eden od njenih članov z nazivom nahapet - "poglavar družine" ali tanuter - "gospodar hiše". Drugi člani družine so vladali manjšim delom družinskega posestva. Nahararji z večjo avtoriteto so bili priznani kot iškani (knezi). 
Sistem je zaradi praktičnih razlogov pogosto označen kot fevdalni, čeprav se je razlikoval od fevdalnega sistema v zahodni Evropi. Domeni kot celoti je dejansko vladala ena sama oseba, četudi je veljala za last celotne razširjene družine. Če je vladar umrl brez dediča, je domeno nasledil član druge veje družine. Poleg tega je lahko vladar prenesel del družinskega posestva samo na drugega družinskega člana. Za prenos na tretjo osebo je potreboval dovoljenje celotne razširjene družine. Sistem s tem pojasnjuje, zakaj so bile armenske fevdalne družine običajno endogamne, da ne bi razpršile delov svojega premoženja, kar bi se zgodilo, če bi morale del svojega premoženja dati drugi družini kot doto. Endogamne poroke so imele tudi verski razlog, zlasti pred krščanstvom, saj je armensko poganstvo zelo podpiralo poroke med sorodniki. 
Vsak naharar je imel svojo vojsko, odvisno od svoje posesti. Narodna sila ali "kraljeva konjenica" je bila podrejena sparapetu, vrhovnemu poveljniku armenske vojske, ki je poveljeval celotnemu narodu. Po pokristjanjenju države je šole in sodišča vodila armenska duhovščina. 
V 4. stoletju so bila v Armeniji velika posestva, tako kot v Partiji, dedno v lasti plemiških družin, ki jim je dejansko vladal eden od družinskih članov. Celotna razširjena družina je bila predana čaščenju istih prednikov, živela v majhnih utrjenih vaseh in večino časa preživela v lovu in na banketih. Poleg tega je imela vsaka družina nahararjev posebno družbeno funkcijo: za kralja je bil vedno izbran član družine Aršakuni, ki je bil posledično nekakšen primus inter pares - prvi med enakimi, Mamikonci so postavili sparapeta, eden od Bagratidov pa jer bil poveljnik konjenice (aspet) in mož, ki je okronal novega kralja (tagadir). In tako naprej.

## Zgodovina
Zdi se, da je sistem nahararjev nastal okoli začetka našega štetja, verjetno pod dinastijo Artaksiadov, obstajal skozi celotno obdobje Arsakidov v ter še stoletja po njihovem koncu. Nahararji so preživeli tudi kasnejše obdobje generalnih guvernerjev, ki so jih postavljali Sasanidi. Slednji so v Armeniji dopuščali veliko avtonomije, vse do poskusa spreobrnitve Armenije v zaratustrstvo s strani Jazdegerda II. Armenija pod vodstvom Vartana Mamikonjana se je temu uprla in v bitki pri Avarairju prepričala Perzijce, da bodo za  spreobrnitev plačali previsoko ceno. Poskus Jazdegerda II. Se je končal s sklenitvijo Nvarsaškega sporazuma leta 484, s katerim je Armenija ponovno pridobila delno neodvisen status s popolno versko svobodo.
V zahodni Armeniji pod bizantinsko oblastjo so Justinijanove reforme odpravile vojaško vlogo nahararjev in poskušale pripojiti posesti armenskih plemičev k Bizantinskemu cesarstvu. Nahararji, ogorčeni zaradi omejevanja svoje oblasti, so sprožili obsežno vstajo, ki so jo zadušili s hitrim vojaškim posredovanjem, kar je nazadnje sprožilo bizantinsko vojno s Sasanidi. 
Struktura nahararjev je kljub temu, da so jo oslabili številni vdori in zakonske reforme cesarjev, ostala skoraj nespremenjena več stoletij in je bila dokončno odpravljena med mongolskimi vdori v trinajstem stoletju. Nekateri vidiki sistema nahararjev so v Armeniji ostali nedotaknjeni do začetka 20. stoletja, ko so boljševiki v celoti odpravili plemiški razred.